# Ludwig Hoffmann (musicista)
Ludwig Hoffmann (Berlino, 11 giugno 1925 – Monaco di Baviera, 1999) è stato un organista e pianista tedesco.

## L'inizio
Iniziò la sua carriera come organista e solo successivamente intraprese quella di pianista.
Studiò con diversi maestri: Richard Rossier, Schmidt-Neuhauss, Bruno Hinze-Reinhold.
Seguì i corsi di concertisti illustri tra cui Arturo Benedetti Michelangeli e Margherita Long. Numerosi sono stati i premi: Premio Liszt di Weimar, Premio Università di Colonia, nonché Monaco di Baviera, Bolzano e tanti altri.

## La carriera
Ha eseguito concerti in Italia, in Europa e nel resto del mondo: in Italia è stato protagonista nel 1965 con la Orchestra Filarmonica Ungarica diretta da Miltiades Caridis alla Camerata Musicale Sulmonese. Con la stessa orchestra e lo stesso direttore ha inciso diversi concerti pianistici tra cui il Concerto per pianoforte e orchestra n. 3  di Ludwig van Beethoven; successivamente ha fatto parte di alcune commissioni di premi pianistici internazionali, negli anni 1980 e 1982 a Monza indetti dall'Associazione Musicale di Monza, il cui presidente era il pianista e concertista prof. Marcello Abbado.

## Le esecuzioni, gli allievi
In coppia con la pianista Ingrid Haebler ha inciso le sonate per pianoforte a quattro mani e per due pianoforti di Wolfgang Amadeus Mozart: la Sonata in Do maggiore K 19 d, la K 357, la K 358, la K 381, la K 426, la K 448, la K497, la K 521 la K 558. Inoltre, sempre in coppia con Ingrid Haebler, ha inciso tutte le sonate e gli improvvisi di Franz Schubert.
È stato maestro di allievi che oggi sono protagonisti di concerti a livello internazionale tra cui Rico Gulda, figlio del pianista Friedrich Gulda, nonché della pianista bulgara Volina Vacreva che ha già inciso le sonate per piano del compositore religioso Domenico Bartolucci. Sono stati suoi allievi anche l'italiano Alberto Baldrighi e l'argentino Daniel Rivera.
Nel 2006 è uscita una raccolta di CD comprendente tutto il repertorio delle sonate di Wolfgang Amadeus Mozart di cui Hoffmann è uno dei protagonisti di maggior rilievo.